# Clippertonův ostrov
Clippertonův ostrov (francouzsky: l'île de Clipperton nebo Île de la Passion, španělsky: Isla de la Pasión) je neobydlený korálový atol o rozloze 6 km² ve východním Tichém oceánu. Leží 10 677 km od Paříže ve Francii, 5 400 km od Papeete v Tahiti a 1 080 km od Mexika. Jedná se o zámořské území Francie, pod přímou pravomocí ministra zámoří. V minulosti byl Clippertonův ostrov předmětem sporu o suverenitu zejména mezi Francií a Mexikem, který byl nakonec vyřešen arbitráží v roce 1931. 

## Historie

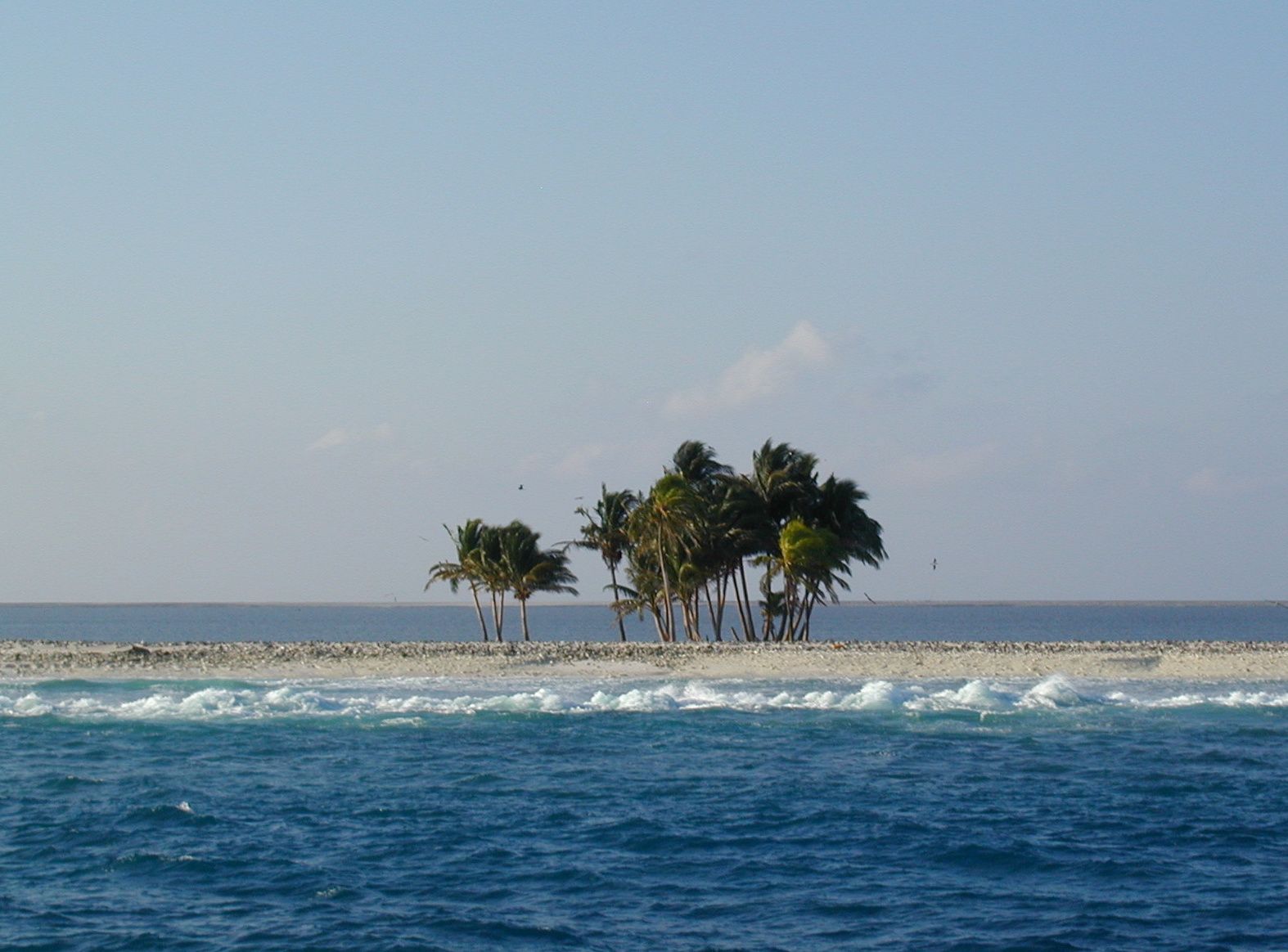
Palmy na Clippertonově ostrově

Ostrov byl pojmenován po námořníkovi jménem John Clipperton, který plul na lodi anglického navigátora Williama Dampiera. V roce 1704 došlo k hádce mezi Clippertonem a Dampierem v zálivu Nicoya, po níž se Clipperton spolu s jinými 21 námořníky zmocnili lodi a křižovali východním Pacifikem jako piráti. Tento ostrov se jim v roce 1705 stal útočištěm. Atol má kolem 12 km po obvodu a má uprostřed lagunu, kde lodě mohly najít úkryt či ochranu (nyní je vjezd do laguny uzavřen korálovým útesem). Tento ostrov byl výslovně jmenován jako jeden z ostrovů na základě amerického Zákona o guánových ostrovech 1856, nicméně Spojenými státy obsazen nebyl.
Dne 17. listopadu 1858 Francie deklarovala zabrání tohoto ostrova. Až v roce 1895 začala skupina Američanů těžit guáno (ptačí trus) na ostrově. V roce 1897 se pokusila Francie prosadit své vlastnictví ostrova, ale Mexiko drželo ostrov pod svou kontrolou a zaručilo právo těžby. Byla zde zřízena mexická vojenská posádka. V roce 1906 Mexiko vyslalo posádku 7 mužů s jejich rodinami (celkem 40 osob) a povolilo těžbu guána nikoliv Američanům, ale Britům. Těžba guána na ostrově pak trvala od roku 1906 do roku 1914; prováděla jí britská firma Pacific Islands Company. V té době pro tuto firmu pracovalo asi 100 lidí. Osadníci a mexická vojenská posádka byli zásobováni loďmi z Mexika přibližně každé dva měsíce, ale s eskalací bojů během mexické revoluce pravidelné zásobovací návštěvy přestaly a obyvatelé byli ponecháni svému osudu. Při vypuknutí 1. světové války v roce 1914 byli mexickými orgány zcela zapomenuti. Někteří obyvatelé se stali obětí kurdějí. Guvernér ostrova Ramon D'Arnaud a tři z jeho přeživších mužů se roku 1915 pokusil s pomocí voru, který si sami zhotovili, doplout do oblasti, kterou křižují lodní linky, ale všichni se utopili. Na ostrově zůstalo pouze 15 žen (včetně vdovy po D'Arnaudovi) a dětí a správce majáku černoch Victoriano Alvarez. Ženy jím byly znásilňovány a do roku 1917 dvě z nich zavražděny. Alvarez se prohlásil králem. Ale ani on neušel svému osudu: byl 17. července 1917 zavražděn sekyrou mladou ženou, kterou se pokusil zotročit.

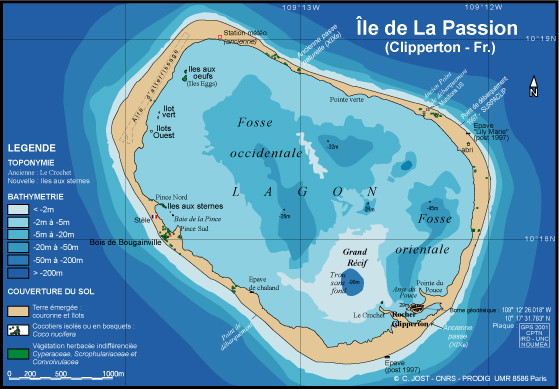
Mapa Clippertonova ostrova

Mezitím USA z obav, že by Německo mohlo Clipperton používat jako svou námořní základnu, vyslaly válečnou loď USS Yorktown, která zjistila, že na ostrově se žádní Němci nenacházejí. Dne 18. července 1917 loď zachránila z ostrova zbylé ženy a děti, které přežily Alvarezovu tyranii.
Ostrov byl však nadále jablkem sváru mezi Francií a Mexikem. Otázka vlastnictví ostrova byla rozřešena teprve arbitráží italského krále Viktora Emanuela, který dne 31. ledna 1930 deklaroval ostrov Clipperton jako francouzské vlastnictví. Ačkoliv Mexiko prohlásilo, že nebyla brána v potaz Monroeova doktrína, předalo v listopadu roku 1932 ostrov Francii. Formálně se Clipperton stal součástí Francie až 26. ledna 1935 kdy poručík Gauthier na lodi Jean d'Arc jej prohlásil francouzskou državou. Dne 12. června 1936 byl Clipperton začleněn do správy Francouzské Oceánie. V roce 1942 na něm Američané zřídili stanici letecké pomoci a o dva roky později i radiovou a meteorologickou stanici. Ale toto vše bylo opuštěno a zrušeno v roce 1945. Zásoby fosfátu jsou vyčerpány a ostrov zůstal od té doby opuštěn.
Dnes je ostrov neobydlen a navštěvován je pouze vědci a přírodovědci, kteří se zabývají sledováním tohoto odlehlého místa v Tichém oceánu.

## Geografie
Atol je 1 080 km jihozápadně od Mexika, 2 424 km západně od Nikaraguy, 2 545 km západně od Kostariky a 2 260 km severozápadně od Galapág v Ekvádoru na 10°18′ s. š., 109°13′ z. d.. Clipperton je asi 945 km jihovýchodně od ostrova Socorro v souostroví Revillagigedo, což je nejbližší země a nejbližší ostrov ve vlastnictví Francie je Hiva Oa. Někteří ho považují za jeden z nejvýchodnějších bodů Oceánie, spíše než za odlehlý ostrov Ameriky.
Je nízko položený a převážně neplodný, s roztroušenými travinami a několika trsy kokosových palem (Cocos nucifera). Průměrná nadmořská výška je 2 m, ačkoli malý sopečný výchoz stoupající do 29 m na jeho jihovýchodní straně je podstatně vyšší a je označován jako „Clipperton Rock“. Okolní útes je odhalován při odlivu. Přítomnost této skály znamená, že technicky Clippertonův ostrov není atol, ale ostrov s bariérovým útesem.

## Ostrov v kultuře
Příběh mexické kolonie byl námětem několika románů, včetně románu Ivo Mansmanna Clipperton, Schicksale auf einer vergessenen Insel ("Clipperton, osudy na zapomenutém ostrově") v němčině, románu La Isla de la Pasión ("Ostrov vášně") kolumbijské spisovatelky Laury Restrepové ve španělštině a Isla de Bobos ("Ostrov bláznů") Any Garcíi Berguaové, rovněž ve španělštině.
Historii ostrova a kapitána Ramóna Arnauda sepsala jeho neteř Gabriela Arnaudová. Kniha se jmenuje Clipperton, Una Historia de Honor y Gloria („Clipperton, historie cti a slávy) a je ve španělštině.